# South Wales Valleys
South Wales Valleys, tätbefolkat område norr om Cardiff i Wales, Storbritannien. Området präglas av en tidigare intensiv gruvdrift. En av de större kommunerna i området är Rhondda Cynon Taf.